# Kucerske, Velîka Oleksandrivka
Kucerske (în ucraineană Кучерське) este un sat în comuna Borozenske din raionul Velîka Oleksandrivka, regiunea Herson, Ucraina.

## Demografie
Componența lingvistică a localității Kucerske
     Ucraineană (96,52%)
     Rusă (2,49%)
     Alte limbi (0,68%)
Conform recensământului din 2001, majoritatea populației localității Kucerske era vorbitoare de ucraineană (96,52%), existând în minoritate și vorbitori de rusă (2,49%).